# Hallo televisie!
Hallo Televisie! was een Vlaams televisieprogramma van productiehuis Zodiak Belgium dat werd uitgezonden op Eén van 2015 tot 2016.  In het programma gaven een aantal Vlaamse gezinnen vanuit hun eigen huiskamer commentaar op wat er de voorbije week op de Vlaamse buis te zien was.
Het programma is een Vlaamse bewerking van het Engelse format Gogglebox.

## Kijkcijfers

### Seizoen 1
|    | Uitzenddatum     | Kijkcijfers      |
| -- | ---------------- | ---------------- |
| 1  | 6 januari 2015   | 876.056 (30,64%) |
| 2  | 13 januari 2015  | 796.519 (30,68%) |
| 3  | 20 januari 2015  | 658.886 (25,41%) |
| 4  | 27 januari 2015  | 863.221 (31,95%) |
| 5  | 3 februari 2015  | 735.578 (26,80%) |
| 6  | 10 februari 2015 | 761.359 (29,40%) |
| 7  | 17 februari 2015 | 738.909 (26,80%) |
| 8  | 24 februari 2015 | 743.964 (27,10%) |
| 9  | 3 maart 2015     | 844.480 (31,20%) |
| 10 | 10 maart 2015    | 870.820 (32,60%) |
| 11 | 17 maart 2015    | 875.253          |
| 12 | 24 maart 2015    | 794.222          |

### Seizoen 2
|   | Uitzenddatum      | Kijkcijfers |
| - | ----------------- | ----------- |
| 1 | 10 september 2015 | 641.832     |
| 2 | 17 september 2015 | 574.355     |
| 3 | 24 september 2015 | 666.780     |
| 4 | 1 oktober 2015    | 600.732     |
| 5 | 8 oktober 2015    | 724.494     |
| 6 | 15 oktober 2015   | 662.170     |
| 7 | 22 oktober 2015   | Onbekend    |
| 8 | 29 oktober 2015   | Onbekend    |

### Seizoen 3
|   | Uitzenddatum      | Kijkcijfers |
| - | ----------------- | ----------- |
| 1 | 8 september 2016  | 682.588     |
| 2 | 15 september 2016 | 704.998     |
| 3 | 22 september 2016 | 736.328     |
| 4 | 29 september 2016 | 740.455     |
| 5 | 6 oktober 2016    | 724.744     |
| 6 | 13 oktober 2016   | 779.992     |
| 7 | 20 oktober 2016   | 608.377     |
| 8 | 27 oktober 2016   | 754.354     |

## Deelnemers
| Deelnemers                             | Woonplaats         | Duur | Duur | Duur | Opmerkingen                                                                                 |
| Deelnemers                             | Woonplaats         | S1   | S2   | S3   | Opmerkingen                                                                                 |
| -------------------------------------- | ------------------ | ---- | ---- | ---- | ------------------------------------------------------------------------------------------- |
| Albertine & Mathilde                   | Wolvertem          | X    | X    | X    | Vriendinnen                                                                                 |
| Lia & Pippo                            | Genk               | X    | X    | X    | Koppel met Siciliaanse roots                                                                |
| De familie Sonck                       | Ninove             | X    | X    | X    | Mama Tania en haar dochters Aurélie, Lieselotte, Emely en Justine                           |
| Mieke en haar kinderen                 | Waarschoot         | X    | X    |      | Mama Mieke en haar kinderen Zoë, Isaak en Noa                                               |
| Cherif & Becky                         | Aartselaar         | X    | X    |      | Papa Cherif met Algerijnse roots, mama Becky, hun twee kinderen en Kif, de broer van Cherif |
| Cynthia & Dré                          | Boechout           | X    | X    |      | De familie Verhelst-Janssen met mama Cynthia, papa Dré, hun dochter Eva en opa Baba         |
| Bertje & Christa                       | Beernem            | X    | X    |      | Koppel                                                                                      |
| De familie Schoors                     | Herentals          | X    |      |      |                                                                                             |
| Svetlana Bolshakova & Stijn Stroobants | Zaventem           | X    |      |      |                                                                                             |
| Helena & Emily                         | Antwerpen          | X    |      |      |                                                                                             |
| Bert & Julie                           | Roeselare          | X    |      |      |                                                                                             |
| Jos & Hilde                            | Grobbendonk        |      | X    |      | Koppel                                                                                      |
| Sabrina & Roger Jr.                    | Lier               |      | X    |      | Koppel                                                                                      |
| Axel & Karine                          | Berchem            |      | X    |      | Vrienden                                                                                    |
| Sacha & Luc                            | Bredene            |      | X    |      | Koppel                                                                                      |
| Karin & Guy                            | Brasschaat         |      | X    |      | Mama Karin, papa Guy en hun dochters Valerie en Annelies                                    |
| Dalilla & Willem                       | Berchem            |      |      | X    | Koppel dertigers                                                                            |
| Ellen & Maja                           | Antwerpen          |      |      | X    | Vriendinnen                                                                                 |
| De familie Carremans                   | Sint-Pieters-Leeuw |      |      | X    | Papa Ivan, mama Sandra en hun twee zonen Nathan en Maarten                                  |
| De familie Antheunissens               | Stabroek           |      |      | X    | Papa Ludo, mama Iris en hun vier kinderen Amber, Myrte, Yoran en Kiran                      |
| Shari & Jissy                          | Loppem             |      |      | X    | Tweelingzussen en kermisexploitanten                                                        |
| De familie Mavuela                     | Brecht             |      |      | X    | Mama Eva en haar zonen Noah en Mathis                                                       |
| Thomas & Martine                       | Poeke              |      |      | X    | Mama Martine en haar zoon Thomas                                                            |
| Jolien & Jenno                         | Grobbendonk        |      |      | X    | Koppel twintigers                                                                           |